# Emil Bodziony
Emil Bodziony (ur. 1949) – polski samorządowiec, w latach 2002–2010 wójt i burmistrz Krynicy-Zdroju.

## Życiorys
W 1973 ukończył studia na Uniwersytecie Jagiellońskim. W wyborach samorządowych 1990 po raz pierwszy uzyskał mandat radnego miejskiego Krynicy, w kadencji 1994–1998 był także delegatem do Wojewódzkiego Sejmiku Samorządowego w Nowym Sączu, pełniąc obowiązki przewodniczącego Komisji ds. Uzdrowisk.
W latach 1995–1998 sprawował funkcję wiceburmistrza Krynicy, a w następnej kadencji radnego powiatu nowosądeckiego. W pierwszych bezpośrednich wyborach wójtów, burmistrzów i prezydentów miast uzyskał stanowisko burmistrza gminy Krynica Zdrój, a w 2006 roku reelekcję na to stanowisko. W 2010 roku przegrał wybory na burmistrza Krynicy-Zdroju z kandydatem Platformy Obywatelskiej - Dariuszem Reśko.
W wyborach w 2014 ponownie ubiegał się o fotel burmistrza, przegrywając w drugiej turze głosowania z wynikiem 47%.